# Saussure (cráter)

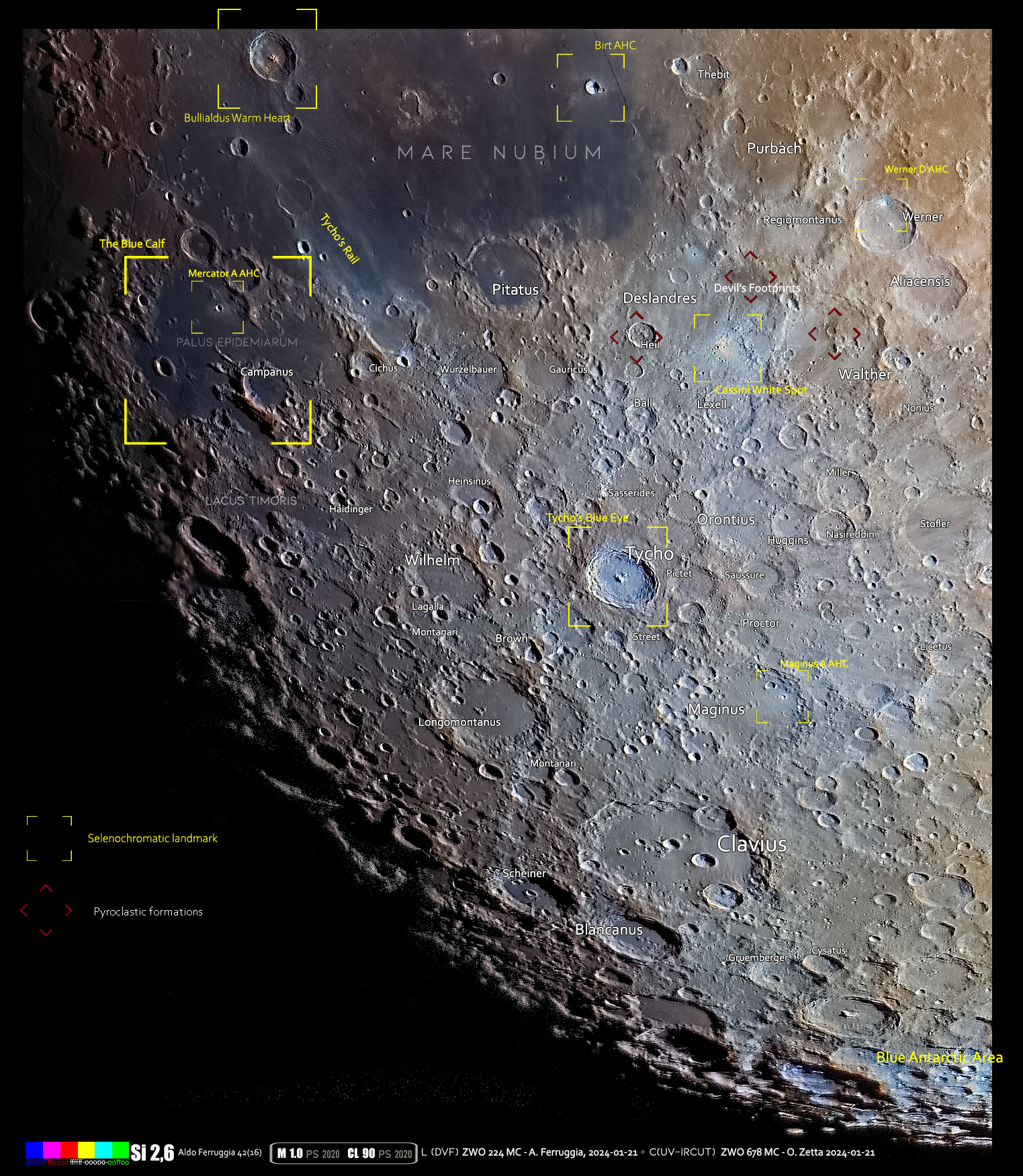
Área del cráter en formato selenocromático

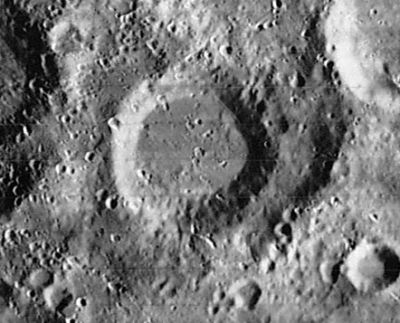
Fotografía de la misión Lunar Orbiter 4

Saussure es un cráter de impacto lunar. Se encuentra en el terreno cubierto de cráteres del hemisferio sur de la cara visible de la Luna. Justo al norte y casi unido al borde se halla el cráter más grande Orontius. Alrededor de a medio diámetro hacia el oeste se localiza el cráter ligeramente más grande Pictet. Justo al este aparece una cresta curva en la superficie, posiblemente los restos de un cráter que ha sido casi completamente superpuesto por Saussure.
|  |

El borde exterior de Saussure, aunque desgastado, se conserva relativamente intacto, con solo el sector meridional interrumpido. Un pequeño impacto atraviesa el borde noreste, y otro par de cráteres el borde occidental. Las paredes internas en general carecen de rasgos distintivos, y se inclinan suavemente hacia el suelo interior generalmente nivelado y marcado solo por unos diminutos cráteres.
Horace-Bénédict de Saussure fue profesor, y más tarde colega y amigo de Marc-Auguste Pictet.

## Cráteres satélite
Por convención estos elementos son identificados en los mapas lunares poniendo la letra en el lado del punto medio del cráter que está más cercano a Saussure.
|          | \| Saussure \| Coordenadas \| Diámetro \| \| -------- \| ---------------------------- \| -------- \| \| A \| 43°48′S 0°30′O / -43.8, -0.5 \| 19 km \| \| B \| 42°12′S 3°54′O / -42.2, -3.9 \| 5 km \| \| C \| 44°48′S 0°36′O / -44.8, -0.6 \| 16 km \| \| Ca \| 45°12′S 0°30′O / -45.2, -0.5 \| 16 km \| \| D \| 46°54′S 0°12′E / -46.9, 0.2 \| 20 km \| \| E \| 44°42′S 2°06′O / -44.7, -2.1 \| 12 km \| \| F \| 44°18′S 4°36′O / -44.3, -4.6 \| 4 km \| |          |
| Saussure | Coordenadas | Diámetro |
| A        | 43°48′S 0°30′O / -43.8, -0.5 | 19 km    |
| B        | 42°12′S 3°54′O / -42.2, -3.9 | 5 km     |
| C        | 44°48′S 0°36′O / -44.8, -0.6 | 16 km    |
| Ca       | 45°12′S 0°30′O / -45.2, -0.5 | 16 km    |
| D        | 46°54′S 0°12′E / -46.9, 0.2 | 20 km    |
| E        | 44°42′S 2°06′O / -44.7, -2.1 | 12 km    |
| F        | 44°18′S 4°36′O / -44.3, -4.6 | 4 km     |